# Vesna Despotović
Vesna Despotović (in serbo Весна Деспотовић?; Kragujevac, 18 aprile 1961) è un'ex cestista jugoslava.

## Carriera
Con la Jugoslavia ha disputato Giochi olimpici di Mosca 1980 e i Campionati europei del 1980.